# Ігнатов Герман Володимирович
Герман Володимирович Ігнатов (рос. Герман Владимирович Игнатов, нар. 11 серпня 2005, Ростов-на-Дону, Росія) — російський футболіст, захисник клубу «Ростов».

## Ігрова кар'єра

### Клубна
Герман Ігнатов народився у місті Ростов-на-Дону і в 2012 році почав займатися футболом в академії місцевого клубу «Ростов». У травні 2022 року футболіст підписав з клубом перший професійний контракт. 20 вересня 2023 року у кубковому матчі проти казанського «Рубіна» Ігнатов дебютував на професійному рівні в основі «Ростова». В сезоні 2023 року в складі молодіжної команди «Ростова» Герман Ігнатов став бронзовим призером Молодіжної першості країни.
17 серпня 2024 року у матчі проти «Оренбурга» Ігнатов вперше вийшов на поле в складі «Ростова» в чемпіонаті Росії.

### Збірна
24 серпня 2023 року Герман Ігантов провів першу гру в складі молодіжної збірної Росії.

## Титули
Ростов
- Бронзовий призер Молодіжної першості Росії: 2023